# Cala de Cabres
La Cala de Cabres o del Terme es troba en direcció nord-sud, després de tombar la punta del Bisbe, en direcció a Tamariu (Palafrugell), lloc on s'inicia la costa begurenca. No se sap si el motiu del topònim és perquè en èpoques pretèrites es portaven les cabres a pasturar lliurement pel pendent, o tal vegada perquè hi hagué molta proliferació dels crustacis anomenats cabres.